# Orla (gmina w województwie nowogródzkim)
Orla – dawna gmina wiejska istniejąca do 1939 roku w województwie nowogródzkim w Polsce (obecnie na Białorusi). Siedzibą gminy było miasteczko Orla (579 mieszk. w 1921 roku).
Na początku okresu międzywojennego gmina Orla należała do powiatu lidzkiego w woj. nowogródzkim. 11 kwietnia 1929 roku do gminy Orla przyłączono część obszaru gminy Bielica, natomiast część obszaru gminy Orla włączono do gminy Różanka. 29 maja 1929 roku gmina weszła w skład nowo utworzonego powiatu szczuczyńskiego w tymże województwie.
Po wojnie obszar gminy Orla został odłączony od Polski i włączony w struktury administracyjne Białoruskiej SRR.